# ターザン (TVシリーズ)
ターザン（The Legend of Tarzan）は、アメリカ合衆国のテレビアニメ。1999年公開の同名のディズニー映画の続編として制作されたテレビシリーズ。アメリカのトゥーン・ディズニーで2001年から2003年まで放送された。
日本では2001年11月5日から2004年3月11日までWOWOWで放送された。2002年春頃から2006年までテレビ東京のディズニータイムで放送されたことがある。2005年12月からトゥーンディズニー⇒ジェティックス、2010年にもディズニーXDで放送されたことがある（終了時期は不明）。Disney+ではどの国も配信されていないが、本作のエピソード「イギリスからのお友達」と「ジェーンへのプレゼント」と「ジェーンの幼なじみ」については、オリジナルビデオ作品「ターザン&ジェーン」で視聴できる（声優はTVシリーズと同じ）。

## キャラクター
ターザン
声 - マイケル・T・ウェイス（小杉十郎太）
本作の主人公。アフリカのジャングルでゴリラに育てられたイギリス人青年で、ゴリラたちの若きリーダー。人間の両親と住んでいたツリーハウスにジェーンと暮らしている。人間の世界とゴリラの世界で板挟みに遭うこともしばしばだが、ターザンにとってはジェーンもカーラたちも大切な家族である。エドガー・ライス・バロウズと出会い、小説を発表された。
ジェーン・ポーター
声 - オリビア・ダボ（すずきまゆみ）
本作のヒロイン。父ポーター教授の助手をしていたイギリス人の少女で、ターザンと恋に落ちてジャングルに定住した。ターザンに人間の二面性を教えるが、たまにイギリスが恋しくなり、ターザンをイギリス紳士にしようとする。本作では動物たちと会話できる。
ターク
声 - エイプリル・ウィンチェル（土居裕子）
ターザンの親友のゴリラの少女。ターザンにとっての姉代わりで、目立ちたがり屋だが頼れる存在。
タントー
声 - ジム・カミングス（玄田哲章）
ターザンの友達のアフリカゾウ。臆病で、バクテリアとピラニアを恐れている。
カーラ
声 - スザンヌ・ブレイクスリー（藤田淑子）
ターザンの義理の母。ジェーンにとっては義理の母。ジャングルのゴリラたちの母親的存在で、人間とゴリラの二つの世界に生きるターザンとジェーンの良き相談相手。
ポーター教授
声 - ジェフ・ベネット（大木民夫）
ジェーンの父。ターザンにとっては義理の父。イギリスの動物研究家だったが、娘とアフリカのジャングルに定住した。本作では動物たちと会話できる。
モイヨ
声 - ニール・パトリック・ハリス（小山力也）
ターザン・ファミリーの元リーダー。
フリント
声 - エリック・フォン・デッテン（岩永哲哉）
マンゴー
声 - ジェイソン・マースデン（桜井敏治）

### 悪役
ゴザンとフューゴ
声 - ジョン・ディマジオ（稲葉実）
ニコラス・ロコフ伯爵
声 - ロン・パールマン (?)
バスリ
声 - フィル・ラマール (?)
レディ・ウォルトハム
声 - アマンダ・ドノヒュー (?)

### その他
ボブ・マーカム
声 - マーク・ハーモン (大塚芳忠)
アビゲイル・マーカム
声 - ニコレット・リトル (黒葛原未有)
ルナール・デュモン
声 - ルネ・オーベルジョノワ (大塚芳忠)
ナオ
声 - ドーン・ルイス (?)
セオドア・ルーズベルト
声 - スティーヴン・ルート (?)
元アメリカ合衆国の大統領で探検家。アフリカを探検している最中、悪者たちに誘拐されていたが、ターザンによって助けられた。
- その他の担当声優 - 郷里大輔（ゴリラ）、大川透、塩屋浩三（エレファント）[6] ほか

## 日本語版制作スタッフ
- 翻訳・訳詞 - 松井まり
- 演出 - 高桑一[7]
- 音楽演出 - 市之瀬洋一
- 録音・調整 - 兼子芳博
- 録音制作 - ケイエスエス
- 制作監修 - 津司大三
- 日本語版制作 - DISNEY CHARACTER VOICES INTERNATIONAL, INC.

## エピソード
| 話数 | 話数 | 邦題                           | 原題                                   | 放送日 (UPN)   | 放送日 (WOWOW) | 備考 |
| ---- | ---- | ------------------------------ | -------------------------------------- | -------------- | -------------- | ---- |
| 1    | 2    | すみかを追われたサイ達         | Tarzan and the Trading Post            | 2001年 9月4日  | 2001年 11月5日 |      |
| 2    | 1    | みんなでターザンを救え！       | Tarzan and the Race Against Time       | 9月3日         | 11月6日        |      |
| 3    | 3    | 迷子になった赤ちゃんヒョウ     | Tarzan and The Lost Cub                | 9月5日         | 11月7日        |      |
| 4    | 4    | 謎の王国オパー                 | Tarzan and the Lost City of Opar       | 9月6日         | 11月8日        |      |
| 5    | 5    | ターザン、囚人を救う？         | Tarzan and The Fugitives               | 9月7日         | 11月12日       |      |
| 6    | 6    | 勇気をもったタントー           | Tarzan and the Rogue Elephant          | 9月9日         | 11月13日       |      |
| 7    | 7    | きれいな河をとりもどせ！前編   | Tarzan and The Poisoned River (Part 1) | 9月10日        | 11月14日       |      |
| 8    | 8    | きれいな河をとりもどせ！後編   | Tarzan and The Poisoned River (Part 2) | 9月11日        | 11月15日       |      |
| 9    | 39   | ジェーンの幼なじみ             | Tarzan and the Flying Ace              | 2003年 2月5日  | 11月19日       |      |
| 10   | 38   | ジェーンへのプレゼント         | Tarzan and the Volcanic Diamond Mine   | 2月4日         | 11月20日       |      |
| 11   | 9    | あばれん坊ゴリラにたちむかえ！ | Tarzan and the Enemy Within            | 2001年 9月12日 | 11月21日       |      |
| 12   | 10   | がんばれ！ポーター教授         | Tarzan and the Fountain                | 9月13日        | 11月22日       |      |
| 13   | 11   | 恐竜たちの住む世界             | Tarzan and the Hidden World            | 9月14日        | 11月26日       |      |
| 14   | 13   | 巨大なカブトムシ               | Tarzan and the Giant Beetles           | 9月17日        | 2002年 8月21日 |      |
| 15   | 15   | ターザンになりたい!            | arzan and the Protege                  | 9月19日        | 8月22日        |      |
| 16   | 17   | 大統領がやってきた             | Tarzan and The Rough Rider             | 9月21日        | 8月26日        |      |
| 17   | 14   | ジャングルの異変               | Tarzan and the Jungle Madness          | 9月18日        | 8月27日        |      |
| 18   | 20   | 本当のボスはだれ？             | Tarzan and the Challenger              | 9月25日        | 9月2日         |      |
| 19   | 16   | 再び オパーへ                  | Tarzan and the Leopard Men Rebellion   | 9月20日        | 9月3日         |      |
| 20   | 12   | タントーとターク               | Tarzan and the Rift                    | 9月16日        | 9月4日         |      |
| 21   | 19   | 伝説のゴリラ                   | Tarzan and the Silver Ape              | 9月24日        | 9月5日         |      |
| 22   | 27   | 女王ラーの野望                 | Tarzan and the Return of La            | 10月3日        | 9月11日        |      |
| 23   | 22   | ターザン 映画スターになる?     | Tarzan and the Silver Screen           | 9月27日        | 9月12日        |      |
| 24   | 28   | 本物のチャンピオン             | Tarzan and One Punch Mulligan          | 10月4日        | 9月17日        |      |
| 25   | 24   | ゾウの守り神                   | Tarzan and the All-Seeing Elephant     | 9月30日        | 9月18日        |      |
| 26   | 23   | 地の底から来たモンスター       | Tarzan and the Beast From Below        | 9月28日        | 9月19日        |      |
| 27   | 30   | 捕らわれたターザン             | Tarzan and the Prison Break            | 10月7日        | 2004年 2月12日 |      |
| 28   | 33   | あばれん坊ゴリラを救え!        | Tarzan and the Caged Fury              | 10月10日       | 2月17日        |      |
| 29   | 37   | イギリスからのお友達           | Tarzan and the British Invasion        | 2003年 2月3日  | 2月18日        |      |
| 30   | 31   | ワジリ村の伝統                 | Tarzan and the Eagle's Feather         | 2001年 10月8日 | 2月19日        |      |
| 31   | 21   | ジャングルを守れ!              | Tarzan and the Outbreak                | 9月26日        | 2月24日        |      |
| 32   | 25   | ジャングルでの特訓             | Tarzan and the New Wave                | 10月1日        | 2月25日        |      |
| 33   | 18   | ジェーンの植えた植物           | Tarzan and the Seeds of Destruction    | 9月23日        | 2月26日        |      |
| 34   | 29   | 間違えられたポーター教授       | Tarzan and the Missing Link            | 10月5日        | 3月2日         |      |
| 35   | 35   | ターザンの物語                 | Tarzan and the Mysterious Visitor      | 10月12日       | 3月3日         |      |
| 36   | 36   | トゥーブラットの逆襲           | Tarzan and Tublat's Revenge            | 10月14日       | 3月4日         |      |
| 37   | 34   | 狙われたターザン               | Tarzan and the Gauntlet of Vengeance   | 10月11日       | 3月9日         |      |
| 38   | 32   | ターザンの隠しごと             | Tarzan and the Face From the Past      | 10月9日        | 3月10日        |      |
| 39   | 26   | 海賊の宝を探せ                 | Tarzan and the Lost Treasure           | 10月2日        | 3月11日        |      |

## VHS・DVD
2005年8月3日に「ディズニー・ヒーローズ/ヒーローへの道」という題で2005年8月3日にVHS（型番：VWGJ5054）とDVD（型番：VWDS5054）が発売されている。本作では「大統領がやってきた」と「本当のボスはだれ？」を収録。